# Deanne Butler
Deanne Butler (Wangaratta, 11 agosto 1981) è un'ex cestista e allenatrice di pallacanestro australiana.

## Carriera
Il 3 aprile 2008 ha vinto l'EuroCup, in seguito alla vittoria di Schio a Mosca per 78-69. Il 3 maggio vince anche il campionato italiano, in seguito alla vittoria sulla Phard Napoli.
Con l'Australia ha disputato i Campionati oceaniani del 2005.

## Palmarès
- Campionato italiano: 1
Famila Schio: 2007-08
- EuroCup Women: 1
Beretta Famila Schio: 2007-08